# Бойовий статут
Бойови́й стату́т — офіційний керівний документ, що встановлює основи бойової діяльності військ (авіації, сил флоту).
У бойовому статуті визначаються цілі, завдання, способи бойових дій та принципи застосування військовослужбовців, підрозділів (відділення, взвод, рота, батальйон), частин (окремий батальйон, полк) і з'єднань (бригада, дивізія), основні положення з організації, підготовки і веденню бойових дій, а також щодо їх забезпечення та управління військами.

## Різновиди
Бойовий статут може бути військовим (застаріле — загальновійськовим) або виду (роду) збройних сил. Загальновійськові бойові статути визначають основи організації і ведення загальновійськового бою і принципи бойового застосування в ньому частин і з'єднань різних видів збройних сил. Положення таких бойових статутів поширюються на всі види збройних сил, роди військ і спеціальні війська. У бойових статутах видів збройних сил викладаються основи бойової діяльності їх з'єднань, частин і підрозділів в загальновійськовому бою і при веденні самостійних бойових дій.

## Підстави розробки та застосування
Бойовий статут розробляються на основі положень воєнної доктрини, досвіду війн, бойової підготовки Збройних сил, досягнутого ними рівня та найближчих перспектив технічного оснащення та організаційного будівництва, а також з урахуванням розвитку військово-теоретичної думки. Положення бойових статутів постійно вивчаються і перевіряються в ході бойової та оперативної підготовки. У зв'язку із змінами в технічному оснащенні збройних сил, вдосконаленням воєнного мистецтва і організаційної структури військ, накопиченням нового досвіду бойові статути періодично переробляються.
У збройних силах іноземних держав аналогічні документи іменуються по-різному
- в США — польовий статут (англ. Field Manual);
- у ФРН — Основи водіння сухопутних військ;
- у Великої Британії — настанова з ведення бойових дій сухопутних військ;
- у Франції — керівництво з ведення бойових дій тощо.

## Структура Бойового статуту
В збройних силах різних держав структура бойового (польового) статуту різна. Так само вона різниться для різних видів і родів військ. Відповідні документи для родів військ можуть називатися не статут, а настанова.

### Варіант на прикладі Бойового статуту ЗС України, частина ІІ,Батальйон,рота
Для чіткого уявлення про структуру бойового статуту як документа нижче наведено зміст чинного Бойового статуту ЗС України, частина ІІ, Батальйон, рота
- ЗАГАЛЬНОВІЙСЬКОВИЙ БІЙ
  - 1.1. Основи загальновійськового бою підрозділів
  - 1.2. Підготовка загальновійськового бою підрозділів
  - 1.3. Організаторська робота
  - 1.4. Підготовка району бойових дій підрозділів
- РОЗТАШУВАННЯ НА МІСЦІ
  - 2.1. Загальні положення
  - 2.2. Охорона
- ПЕРЕСУВАННЯ ПІДРОЗДІЛІВ
  - 3.1. Загальні положення
  - 3.2. Марш підрозділів
  - 3.3. Перевезення підрозділів
- ОБОРОННИЙ БІЙ
  - 4.1. Загальні положення
  - 4.2. Підготовка оборонного бою
  - 4.3. Ведення оборонного бою
    - Особливості підготовки та дій батальйону (роти) під час ведення бригадою (полком) оборонного бою у смузі забезпечення
    - Особливості підготовки та дій батальйону (роти) першого і другого ешелону під час ведення бригадою (полком) оборонного бою на першому рубежі оборони
    - Особливості підготовки та дій батальйону (роти) під час ведення бригадою (полком) маневреної оборони
    - Особливості підготовки та ведення оборонного бою під час виходу з бою і відходу
    - Особливості підготовки та ведення оборонного бою в оточенні
    - Особливості підготовки та ведення оборонного бою на водній перешкоді
    - Особливості підготовки та ведення оборонного бою на морському узбережжі
    - Особливості підготовки та ведення оборонного бою у місті (населеному пункті)
    - Особливості підготовки та ведення оборонного бою у горах
    - Особливості підготовки та ведення оборонного бою взимку
    - Особливості підготовки та ведення оборонного бою у лісі
    - Особливості підготовки та ведення оборонного бою вночі
    - Особливості підготовки та ведення оборонного бою у степовій місцевості
- НАСТУПАЛЬНИЙ БІЙ
  - Загальні положення
  - Підготовка наступального бою
  - Ведення наступального бою
    - Особливості підготовки та дій батальйону (роти) під час підготовки та ведення бригадою (полком) рейдових дій
    - Особливості підготовки та дій батальйону (роти) під час ведення наступального бою при виході з оточення
    - Особливості підготовки та дій батальйону (роти) під час ведення наступального бою на морському узбережжі
    - Особливості підготовки та дій батальйону (роти) під час ведення наступального бою з форсування водної перешкоди
    - Особливості підготовки та ведення наступального бою у місті (населеному пункті)
    - Особливості підготовки та ведення наступального бою у горах
    - Особливості підготовки та ведення наступального бою взимку
    - Особливості підготовки та ведення наступального бою у лісі та лісисто-болотистій місцевості
    - Особливості підготовки та ведення наступального бою вночі
    - Особливості підготовки та ведення наступального бою у степовій місцевості
- ЗУСТРІЧНИЙ БІЙ
  - 6.1. Загальні положення
  - 6.2. Підготовка зустрічного бою
  - 6.3. Ведення зустрічного бою
- ДІЇ МЕХАНІЗОВАНОГО БАТАЛЬЙОНУ (РОТИ) У ТАКТИЧНОМУ ПОВІТРЯНОМУ ДЕСАНТІ
  - 7.1. Загальні положення
  - 7.2. Підготовка до десантування і бойових дій
  - 7.3. Десантування і ведення бойових дій
  - 7.4. Дії тактичного повітряного десанту в особливих умовах
- ДІЇ БАТАЛЬЙОНУ (РОТИ) ПІД ЧАС УЧАСТІ БРИГАДИ (ПОЛКУ) У МІЖНАРОДНИХ МИРОТВОРЧИХ ОПЕРАЦІЯХ
  - 8.1. Загальні положення
  - 8.2. Підготовка батальйону (роти) для участі у міжнародних миротворчих операціях
  - 8.3. Дії батальйону (роти) у міжнародних миротворчих операціях
- ДІЇ БАТАЛЬЙОНУ (РОТИ) ПІД ЧАС УЧАСТІ БРИГАДИ (ПОЛКУ) У СТАБІЛІЗАЦІЙНИХ, СПЕЦИФІЧНИХ ДІЯХ ВІЙСЬК ТА У СПЕЦІАЛЬНІЙ ОПЕРАЦІЇ
  - 9.1. Дії батальйону (роти) під час участі бригади (полку) у стабілізаційних діях
  - 9.2. Дії батальйону (роти) під час участі бригади (полку) у специфічних діях
  - 9.3. Дії батальйону (роти) під час участі бригади (полку) у спеціальній операції
- ВСЕБІЧНЕ ЗАБЕЗПЕЧЕННЯ БОЮ
  - 10.1. Бойове забезпечення
    - Розвідка
    - Охорона
    - Радіоелектронна боротьба
    - Тактичне маскування
    - Інженерне забезпечення
    - Радіаційний, хімічний, біологічний захист

  - 10.2. Морально-психологічне забезпечення
  - 10.3. Матеріально-технічне забезпечення
    - Тилове забезпечення
    - Технічне забезпечення

  - 10.4. Медичне забезпечення
- Додатки:
  - 1. Порядок розробки і ведення бойових документів
  - 2. Основні скорочення, що застосовуються в бойових документах
  - 3. Основні умовні позначення
  - 4. Державні символи, пізнавальні знаки й умовні номери, що наносяться на бойові машини
  - 5. Розташування мб на місці (варіант)
  - 6. Райони та рубежі, які призначаються мб під час здійснення маршу на велику відстань (варіант)
  - 7. Похідний порядок мб під час здійснення маршу на велику відстань (варіант)
  - 8. Побудова оборонного бою мб (варіант)
  - 9. Райони, рубежі, позиції, які призначаються мб під час ведення оборонного бою (варіант)
  - 10. Особливості побудови оборонного бою мб під час ведення маневреної оборони(варіант)
  - 11. Бойовий порядок та бойові завдання мб під час ведення наступального бою (варіант)
  - 12. Райони, рубежі, які призначаються мб під час наступу з положення безпосереднього зіткнення з противником (варіант А)
  - 13. Райони, рубежі, які призначаються мб під час наступу з положення безпосереднього зіткнення з противником (варіант Б)
  - 14. Райони, рубежі, позиції які призначаються мб під час ведення наступального бою з висуванням з глибини (варіант)
  - 15. Бойовий порядок та бойові завдання мб під час ведення рейдових дій (варіант)
  - 16. Особливості побудови наступального бою мб під час форсування водної перешкоди з ходу (варіант)
  - 17. Бойовий порядок, бойові завдання мб під час ведення зустрічного бою (варіант)
  - 18. Десантування тактичного повітряного десанту (варіант)
  - 19. Участь мб у міжнародній миротворчій операції (варіант)
  - 20. Участь мб в стабілізаційних діях (варіант А)
  - 21. Участь мб в стабілізаційних діях (варіант Б)
  - 22. Участь мб у специфічних діях (варіант А)
  - 23. Участь мб у специфічних діях (варіант Б)
  - 24. Розгортання батальйону (роти) в передбойовий і бойовий порядок і перешикування
  - 25. Порядок передачі сигналів, команд і постановки завдань по радіо